# Сефид-Руд
Сефид-Руд, также Сефидру́д (тал. Sipiru,Spiaru / Сипирю,Спиарю,перс. سفیدرود‎ — «Белая река»; в древности Мардус, Амардус) — крупная река в Северном Иране. Ранее образовывалась при слиянии горных рек Кызылузен и Шахруд у южного склона горной системы Эльбурс, ныне вытекает из водохранилища Шабанау. Воды реки затем прорывают западную оконечность хребта и впадают в Каспийское море близ Кияшахра, образуя обширную дельту.
Сефидруд — крупнейшая и самая многоводная река иранского побережья Каспия. Длина реки с Кызылузеном — 720 км, пл. водосбора около 56,2 тыс. км². Питание снеговое, ледниковое, дождевое и подземное. Средний годовой расход воды в русле подвержен значительным колебаниям. Весной во время таяния снегов и осенью во время обильных дождей расход воды может доходить 600 м³/с. Во время зимней межени значения опускаются до 70-80 м³/с, при среднегодовом показателе около 130 м³/с. Из-за высокого перепада русла значителен гидроэнергетический потенциал.
При слиянии Кызылузен и Шахруд в 1962 году сооружена ГЭС Шах-Бану-Фарах мощностью около 90 Мвт с плотиной высотой более 100 м, регулирующим сток воды. В результате образовалось водохранилище Шабанау. Это позволило снять угрозу сильных наводнений в дельте реки, где орошается свыше 200 тысяч га земель (рис, пшеница, садоводство, виноградарство).
Дельта реки выдаётся в Каспийское море, однако после возведения плотины темпы её выдвижения сократились. В дельте реки расположены три крупных городских поселения провинции Гилян: город Решт и его спутники Бендер-Энзели и Ленгеруд.

## Топографические карты
- Лист карты J-39-В. Масштаб: 1 : 500 000. Издание 1981 г.